# Felton, Somerset
Felton är en by i North Somerset i Somerset i England. Byn är belägen 50 km 
från Taunton. Orten har 645 invånare (2016).